# کنفور
کنفور (انگلیسی: Canfor) شرکت کاغذ کانادایی است، که در سال ۱۹۳۰ تأسیس شد.